# Ladomér (település)
Ladomér (szlovákul: Ladomirov) község Szlovákiában, az Eperjesi kerület Szinnai járásában.

## Fekvése
Szinnától 19 km-re délkeletre, a Luh-patak partján fekszik.

## Története
1567-ben említik először.
A 18. század végén Vályi András így ír róla: „LADOMÉR. Orosz falu Zemplén Várm. földes Ura Vladár Uraság, lakosai ó hitűek, fekszik n. ny. Kolonicza, n. k. Mihajlóhoz is 1/2 órányira. Hegyes, kavitsos, sovány agyagos földgye két nyomásbéli, zabot leg inkább, középszerűen pedig árpát, kölest, tatárkát, és krompélyt terem, erdeje van, legelővel bővelkedik, piatza Ungváron, és Homonnán.”
Fényes Elek 1851-ben kiadott geográfiai szótárában így ír a faluról: „Ladomér, orosz falu, Zemplén vmegyében, Szinna fil. 8 r., 430 g. kath., 14 zsidó lak. Görög paroch. templom. 692 hold szántóföld. Erdő. F. u. Vladár.”
Borovszky Samu monográfiasorozatának Zemplén vármegyét tárgyaló része szerint: „Ladomér, ruthén kisközség 83 házzal és 450 lakossal, kik mindannyian görög katholikusok. Postája Ublya, távírója és vasúti állomása Kisberezna. A homonnai uradalomhoz tartozott, de 1774-től a Vladár család volt a földesura, míg most gróf Hadik-Barkóczy Endrének van itt nagyobb birtoka. Gör. kath. temploma a mult század elején épült.”
1920 előtt Zemplén vármegye Szinnai járásához tartozott, majd az újonnan létrehozott csehszlovák államhoz csatolták. 1939 és 1945 között ismét Magyarország része.

## Népessége
| Év:            | 1994. | 2004.   | 2014.    | 2024.    |
| -------------- | ----- | ------- | -------- | -------- |
| Emberek száma: | 382   | 353     | 290      | 251      |
| Eltérés:       |       | -7,59 % | -17,84 % | -13,44 % |

| Év:            | 2023. | 2024.   |
| -------------- | ----- | ------- |
| Emberek száma: | 256   | 251     |
| Eltérés:       |       | -1,95 % |

1910-ben 471, túlnyomórészt ruszin anyanyelvű lakosa volt.
2001-ben 376 lakosából 321 szlovák és 45 ruszin volt.
2011-ben 313 lakosából 206 szlovák és 61 ruszin volt.

## Nevezetességei
- A falu görögkatolikus fatemplomáról nevezetes.

## Híres személyek
- Itt született 1856-ban Riedl Frigyes irodalomtörténész.
- 1864-ben itt született Hodinka Antal történész, a magyarországi ruszinok világhírű kutatója.